# Pendaison de crémaillère
 (septembre 2022).
Si vous disposez d'ouvrages ou d'articles de référence ou si vous connaissez des sites web de qualité traitant du thème abordé ici, merci de compléter l'article en donnant les références utiles à sa vérifiabilité et en les liant à la section « Notes et références ».
Pendre la crémaillère est une expression pour désigner un repas, ou une fête, organisé pour célébrer un emménagement. Traditionnellement, les invités recevaient des cadeaux de l'hôte pour célébrer l'occasion afin de les remercier d'avoir participé au déménagement ; réciproquement, les hôtes pouvaient aussi, dans certaines régions, recevoir des cadeaux de leurs amis afin de meubler la nouvelle demeure.

## Origine

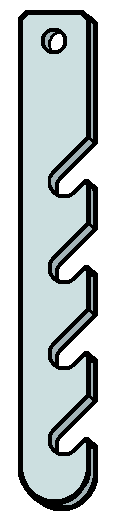
Une crémaillère.

L'expression provient d'une tradition médiévale. À la fin de la construction d'une maison, il était de coutume d'inviter toutes les personnes ayant contribué aux travaux à venir manger, afin de les remercier. Au Moyen Âge, la cuisson se faisait avec une marmite dans l'âtre de la cheminée. Afin de cuire plus ou moins fort la nourriture, on utilisait une crémaillère qui permettait de suspendre la marmite plus ou moins près du feu. La crémaillère était la dernière chose installée dans une maison et marquait la fin de l'emménagement, et le début du repas de remerciement. La pendaison de crémaillère était donc une façon de dire aux amis et à la famille : « La maison est finie ; nous pouvons festoyer ensemble. »
Aujourd'hui, cette expression signifie inviter les amis et/ou la famille à un repas ou à une fête pour célébrer un emménagement (même lorsque l'habitation n'a pas de cheminée). C'est une occasion de faire la fête tout en remerciant les personnes qui ont aidé au déménagement. On remarque désormais l'emploi de cette expression pour l’inauguration officielle de bâtiments ou le lancement d'un évènement d'importance. La coutume s'accompagne généralement de l'apport de présents pour le nouveau propriétaire ou locataire, qui lui seront utiles pour sa nouvelle installation.

## Dans le monde
Dans le monde anglo-saxon, la célébration prend le nom de housewarming, littéralement « chauffage de la maison ». La tradition voulait que chaque invité amène un peu de bois pour lancer le premier feu dans la cheminée d'une nouvelle maison et en chasser les esprits.

## Dans la culture populaire
Le groupe de musique québécois Orloge Simard a publié en 2017 une chanson intitulée Pendaison de crémaillère.